# Oodes gracilis
Oodes gracilis – gatunek chrząszcza z rodziny biegaczowatych i podrodziny dzierowatych.

## Taksonomia
Gatunek ten opisany został po raz pierwszy w 1833 roku przez Antonia Villę i Giovanniego Battistę Villę.

## Morfologia
Chrząszcz o wydłużonym, szeroko-owalnym w zarysie ciele długości od 8,4 do 9,5 mm. Ogólny jego pokrój jest smuklejszy i dłuższy niż u O. helopioides. Wierzch ciała jest nagi i gładki, czarny, nieco lśniący, często z brązowym podbarwieniem oraz rudobrązowo prześwitującymi tylnymi kątami przedplecza. Głowa ma wargę górną o przedniej krawędzi zaopatrzonej w trzy pary chetoporów (punktów szczecinkowych). Czułki są czarne z rudobrązowym pierwszym członem. Długość pokryw jest nie mniejsza niż półtorakrotność ich szerokości, ósmy międzyrząd jest u szczytu kilowato wyniesiony, ósmy rząd u szczytu wgłębiony i osiągający szew, a dziewiąty rząd nie ma między dużymi punktami punktowania drobniejszego – przerwy te pozostają gładkie. Ubarwienie pokryw jest czarne z częściowo brązowawymi epipleurami. Przedpiersie ma zaokrąglony wierzchołek wyrostka międzybiodrowego. Poza tym spód ciała odznacza się co najwyżej delikatnie punktowanymi episternitami zatułowia. Odnóża przedniej pary u samców odznaczają się stopami o trzech początkowych członach rozszerzonych, dwukrotnie szerszych od członu czwartego. Kolorystyka odnóży bywa od czarnej po brązowawą.

## Ekologia i występowanie
Owad rozmieszczony głównie na nizinach. Halofil. Zasiedla niezacienione, silnie się latem nagrzewające stanowiska na pobrzeżach wód stojących i mokradłach.
Gatunek palearktyczny. W Europie znany jest z Hiszpanii, Francji, Niemiec, Austrii, Włoch, Szwecji, Estonii, Łotwy, Polski, Czech, Słowacji, Węgier, Ukrainy, Mołdawii, Rumunii, Bułgarii, Słowenii, Chorwacji, Bośni i Hercegowiny, Serbii, Czarnogóry, Albanii, Macedonii Północnej, Grecji oraz europejskiej części Rosji. W Azji podawany jest z anatolijskiej części Turcji, Turkmenistanu oraz Iranu. Na północ sięga do środkowej Szwecji.
Na „Czerwonej liście zwierząt ginących i zagrożonych w Polsce” umieszczony jest jako gatunek zagrożony wymarciem (EN). Taki sam status otrzymał na „Czerwonej liście chrząszczy województwa śląskiego”. Na Morawach jest rzadki i bardzo lokalny, a w Bohemii skrajnie rzadki. Na „Czerwonej liście gatunków zagrożonych Republiki Czeskiej” umieszczony jest jako gatunek bliski zagrożenia wymarciem (NT). Na Słowacji jest rzadki i tylko lokalnie spotykany.